# Bischwihr
Bischwihr (Duits: Bischweier im Elsass) is een gemeente in het Franse departement Haut-Rhin in de regio Grand Est. De gemeente telde 1.192 inwoners op 1 januari 2022.

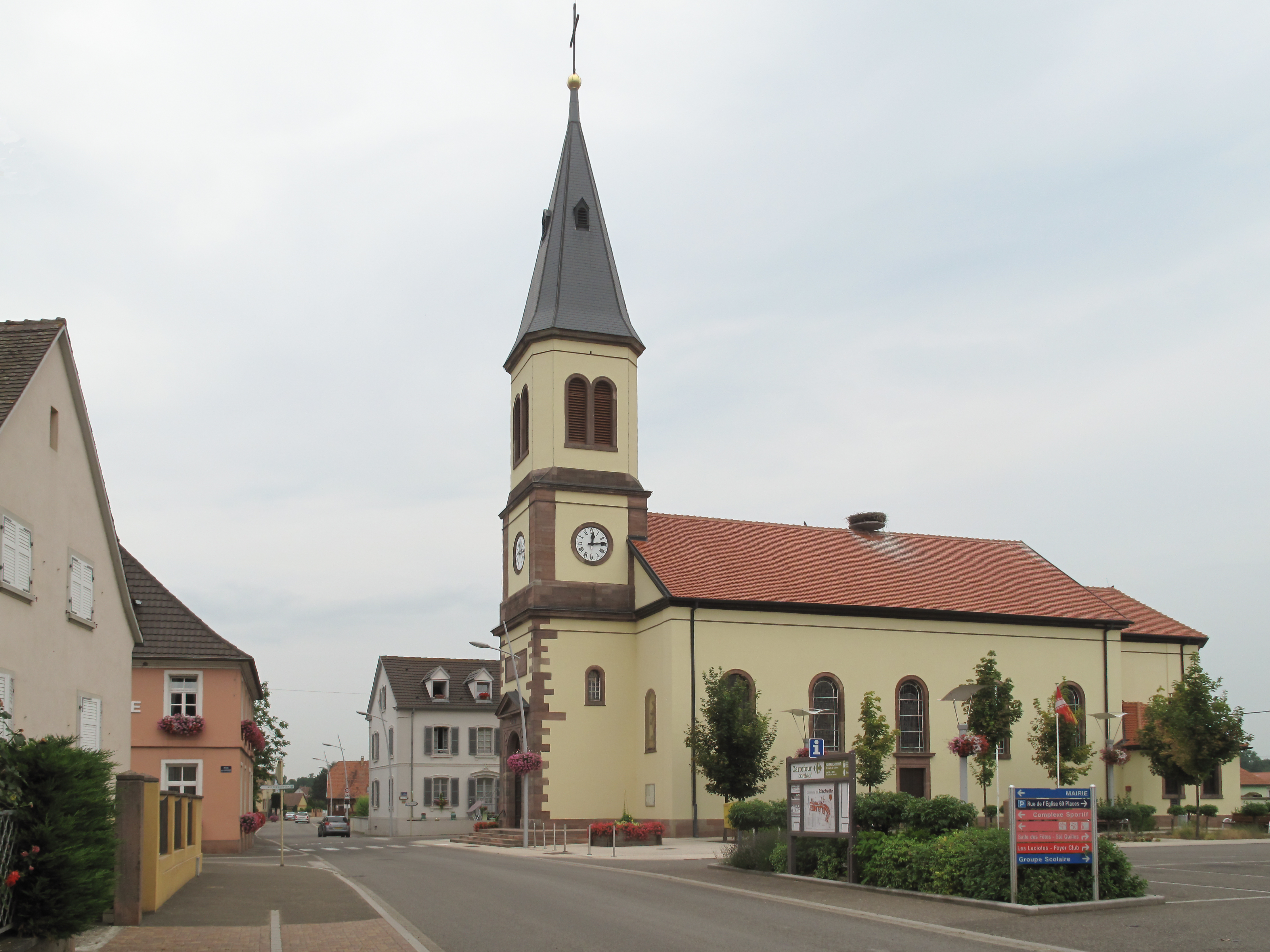
Kerk Saint-Joseph

## Geschiedenis
Bischwihr maakte deel uit van het arrondissement Colmar tot dit op op 1 januari 2015 fuseerde met het arrondissement Ribeauvillé tot het arrondissement Colmar-Ribeauvillé.
De gemeente maakte deel uit van het kanton Andolsheim tot dit op 22 maart 2015 werd opgeheven en Bischwihr werd opgenomen in het op die gevormde kanton Colmar-2.

## Geografie
De oppervlakte van Bischwihr bedroeg op 1 januari 2022 3,23 vierkante kilometer; de bevolkingsdichtheid was toen 369 inwoners per km².

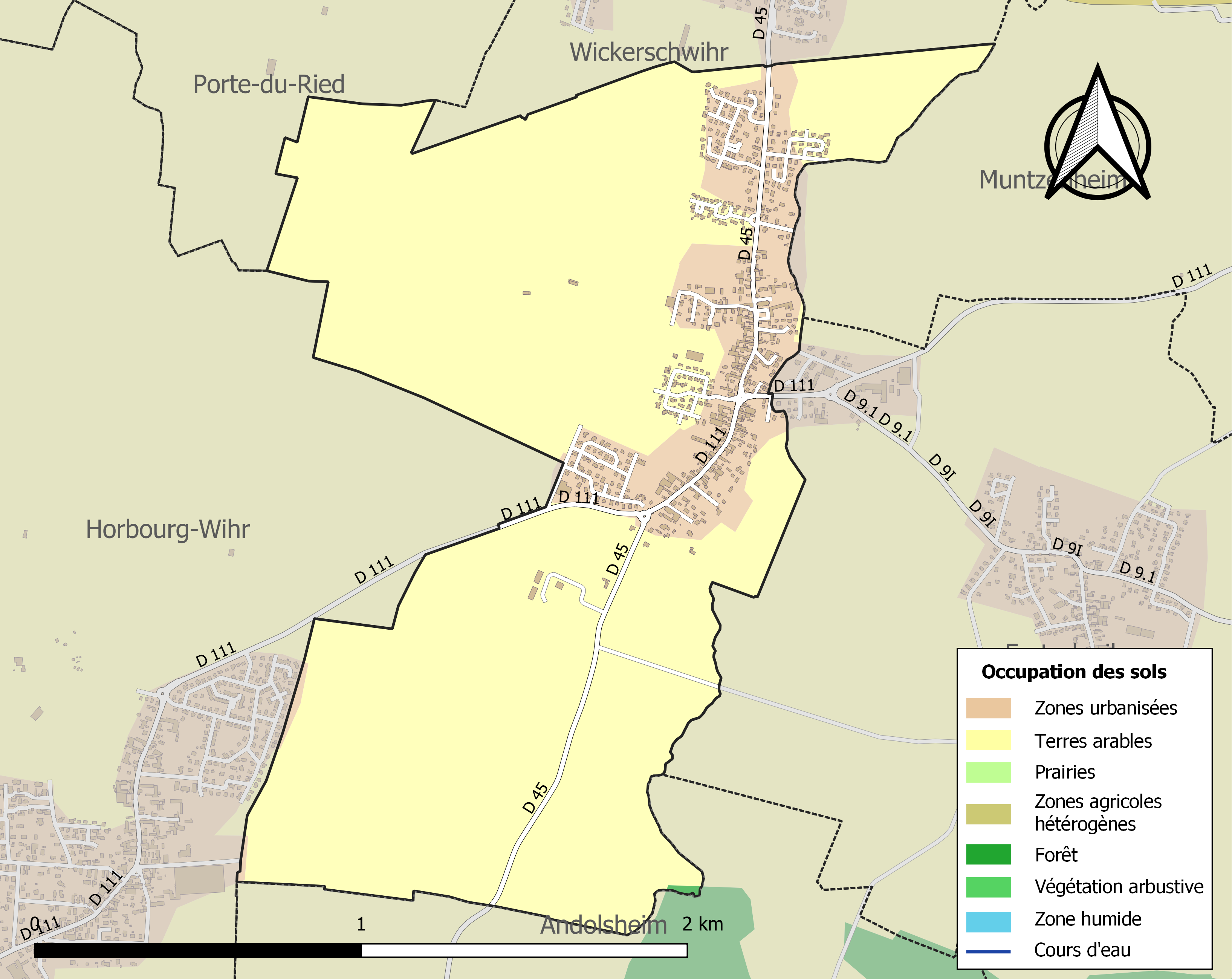
Kaart van de gemeente met de belangrijkste infrastructuur, bodemgebruik en omliggende gemeenten

## Demografie
Onderstaande figuur toont het verloop van het inwonertal (bron: INSEE-tellingen).